# Émile Bourdaret
Émile Bourdaret, né le 31 décembre 1874 à Lyon et mort le 3 décembre 1947 à Nice, est un explorateur français.

## Biographie
Émile Jean Louis Bourdaret naît à Lyon en 1874, d'Antoine Bourdaret, architecte, et Émilie Métrat, son épouse,. Sa sœur, Jeanne Bellonie Bourdaret, épouse en 1886 l'anthropologue et archéologue lyonnais Ernest Chantre. 
Ingénieur des travaux publics de la Maison impériale de Séoul, diplômé de l’École centrale lyonnaise (promotion 1893), il effectue des missions au Yunnan, en Tunisie, en Espagne, en Chine méridionale et à Madagascar, essentiellement pour les chemins de fer. Après avoir vécu en Corée au lendemain de la guerre entre la Chine et le Japon de 1894-1895, il obtient du ministère de l'instruction publique, en 1903, une mission scientifique dans le pays. Le 31 mars 1903, il part ainsi de Nagasaki et arrive, par Busan, le 3 avril à Incheon qui porte encore le nom de Tchémoulpo. Du haut du Bukhansan (en), il observe Séoul et son agglomération. 
Bourderet visite ensuite Kaesong et Pyongyang avant de revenir à Séoul. À l’embouchure du Han-Yang, il explore l'île de Kanghwa et étudie les dolmens de Ha-Heun. Il fait aussi l'ascension du Chongjok-San et entre dans le monastère fortifié de Tcheun-Toung-Sa. Par des sentiers difficiles, il visite la montagne de Diamant avec ses quarante-cinq monastères bouddhiques et ses nombreux stèles et dolmens puis redescend sur Wonsan. 
Il explore ensuite l'île volcanique de Quelpaert d'accès très difficile. Bourdaret laisse d'importantes descriptions des sites et paysages qu'il a traversés.

## Œuvres
- Les Coréens : Esquisse anthropologique, avec Ernest Chantre, 1902
- Note sur les dolmens de la Corée. Les monuments préhistoriques de l'île de Kang-Hoa, 1903 Texte intégral de Note sur les dolmens de la Corée. Les monuments préhistoriques de l’île de Kang-Hoa sur Wikisource
- Religion et superstition en Corée, 1904 Texte intégral de Religion et Superstition en Corée sur Wikisource
- Rapport sur une mission scientifique en Corée, 1904
- En Corée, Plon-Nourrit, 1904 Texte intégral de En Corée sur Wikisource